# John Legend
Pour les articles homonymes, voir Legend.
John Stephens, dit John Legend, né le 28 décembre 1978 à Springfield dans l'Ohio, est un chanteur de soul et de R'n'B, compositeur, pianiste et acteur américain.

## Biographie

### Carrière
Depuis l'enfance, John Legend est un passionné de musique. Ses parents, chrétiens pratiquants, l'ont tout de suite initié à la musique à travers leur église. Gospel et chansons chrétiennes l'ont poussé à se lancer corps et âme dans la musique.
Admis à Harvard, il choisit d'étudier à l'université de Pennsylvanie, puis commence sa carrière en tant que consultant au Boston Consulting Group (BCG) où il travaille trois ans. Il sortira son premier album Get Lifted en automne 2004, sous le label GOOD Music, contenant des collaborations avec le rappeur et producteur Kanye West sur Number One et avec Snoop Dogg sur I Can Change.
Ses premiers singles classés dans les charts sont Used To Love U et Ordinary People.
John Legend a également contribué à la chanson Selfish des Slum Village, Everything Is Everything de Lauryn Hill et a participé aux chœurs sur Encore sur le Black album de Jay-Z, You Don't Know My Name d'Alicia Keys, Around My Way de Talib Kweli, High Road de Fort Minor et Getting Nowhere de Magnetic Man.
En 2006, il apparait très brièvement dans le documentaire musical de Michel Gondry (Eternal Sunshine of the Spotless Mind, La Science des rêves) : Dave Chappelle's Block Party, rassemblant des artistes de hip-hop, comme The Fugees, Common Sense, Kanye West, The Roots, et bien d'autres. Il fait des caméos dans un épisode de la série télévisée Las Vegas en 2008 ; il apparaît dans le clip Yes We Can en 2009.
Il chante avec le groupe MSTRKRFT dans leur album Fist of God où il interprète le titre phare Heartbreaker. En 2011, il apparaît sur le dernier album de Tiziano Ferro, L'amore è una cosa semplice. Ils chantent en duo Karma. En 2012, son titre Who Did That to You, inspiré en partie de The Right to Love You de The Mighty Hannibal (en) en sampler, fait partie de la bande originale du film Django Unchained de Quentin Tarantino.
En 2015, il remporte de nombreux prix pour le titre Glory, en duo avec Common et présent sur la bande originale du film Selma. Common et John Legend obtiennent notamment l'Oscar de la meilleure chanson originale.
Le 25 mars 2017, il chante All Of Me et Love Me Now au pied du Château de la belle aux bois dormants à Disneyland Paris à l'occasion du 25e anniversaire du parc[pertinence contestée].

### Vie privée

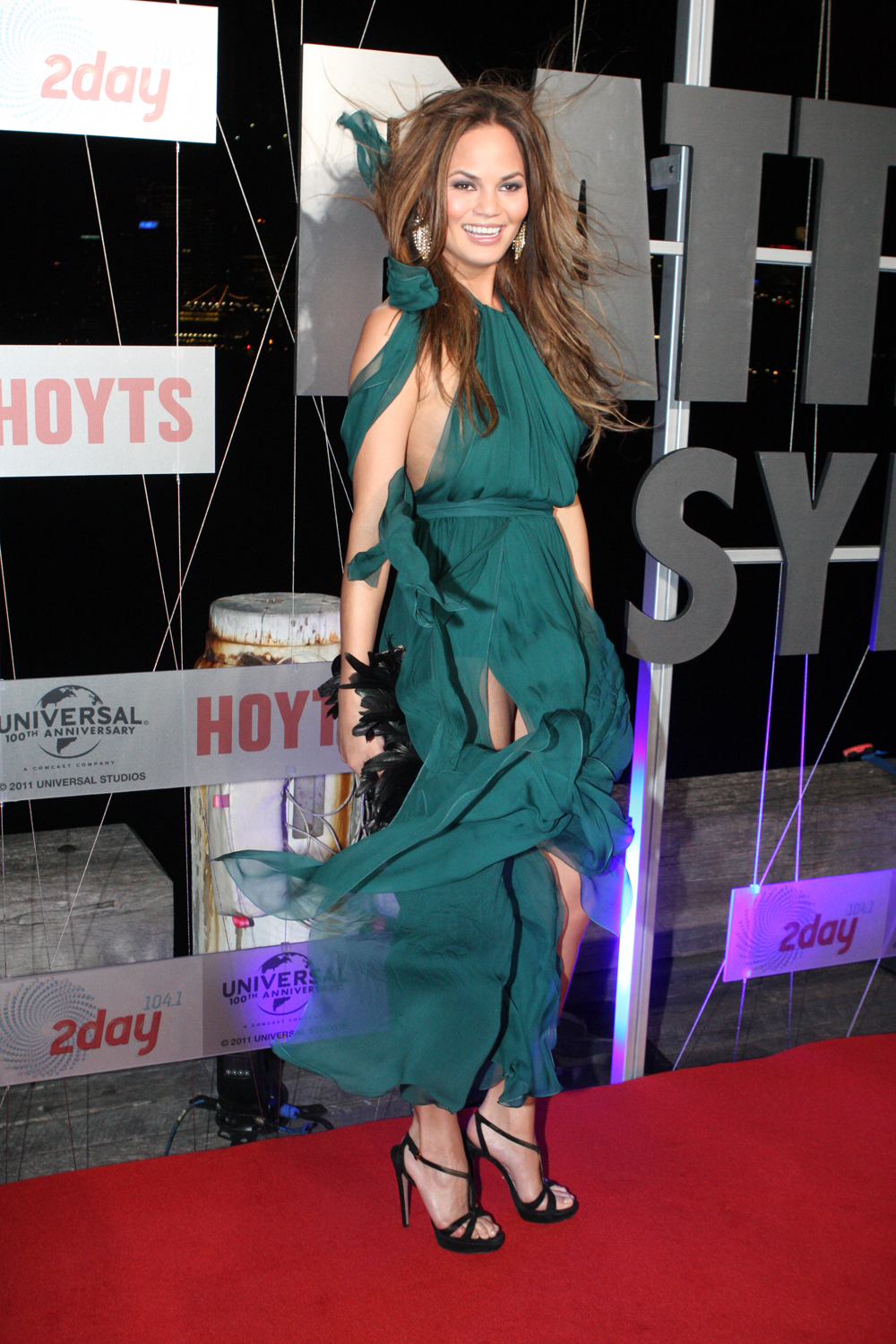
Sa compagne Chrissy Teigen en 2012.

Au bout de quatre ans de relation, John et le mannequin Chrissy Teigen se sont fiancés en décembre 2011. Ils se sont mariés le 14 septembre 2013 à Côme en Italie, au bout de six ans de relation.
Le 12 octobre 2015, le couple annonce attendre son premier enfant. Le 14 avril 2016, Chrissy donne naissance à Luna Simone. En novembre 2017, le couple annonce attendre son second enfant. Le 16 mai 2018, Chrissy donne naissance à Miles Theodore. En août 2020, le couple annonce attendre son troisième enfant. Le 1er octobre 2020, Chrissy annonce avoir eu un avortement et non une fausse couche à 4 mois de grossesse, comme elle l’avait indiqué en octobre 2020. En août 2022, le couple annonce attendre son quatrième enfant. 
Le 28 juin 2023, le couple annonce avoir accueilli un petit garçon prénommé Wren Alexander, né par mère porteuse, quelques mois après la naissance de leur fille.
En avril 2024, Legend a déclaré qu'il ferait à nouveau campagne pour le président Joe Biden. 

## Distinctions
- BET Awards 2005 : meilleur nouvel artiste
- MOBO Awards 2005 : meilleur artiste R'n'B
- Grammy Awards 2006 : révélation de l'année, meilleure chanson R'n'B pour Ordinary People et meilleur album R'n'B
- Grammy Awards 2007 : meilleur chanteur R'n'B pour Heaven et meilleure chanson de R'n'B par un groupe pour Family Affair
- VMA Awards 2009 : Prix d'honneur
- Golden Globes 2015 : meilleure chanson originale pour Glory avec Common, tirée du film Selma
- Oscars 2015 : meilleure chanson originale pour Glory avec Common, tirée du film Selma
- Primetime Emmy Awards 2018 : meilleur programme exceptionnel de variétés pour Jesus Christ Superstar Live en Concert

## Discographie

### Albums studios
- 2004 : Get Lifted
- 2006 : Once Again
- 2008 : Evolver
- 2010 : Wake up! (avec The Roots)
- 2013 : Love in the Future
- 2016 : Darkness and light
- 2018 : A Legendary Christmas
- 2020 : Bigger Love
- 2022 : Legend
- 2024 : My Favorite Dream

### EP
- 2007 : Sounds of the Season

### Albums live
- 2001 : Live at Jimmy's Uptown
- 2003 : Live at SOB's New York City (enregistré sous son vrai nom, John Stephens)
- 2004 : Solo Sessions, vol. 1: Live at the Knitting Factory
- 2005 : Live at the House of Blues (également disponible en DVD)
- 2007 : John Legend: Live at the Tin Angel
- 2008 : John Legend: Live from Philadelphia exclusively at Target

### Singles
- 2004 : Used to Love U
- 2005 : Ordinary People
- 2005 : So High
- 2005 : So High [Cloud 9 Remix] en duo avec Lauryn Hill
- 2005 : Number One  en duo avec Kanye West
- 2006 : Save Room
- 2006 : Heaven
- 2007: Someday
- 2007 : PDA
- 2008 : Green Light en duo avec Andre 3000
- 2008 : Everybody Knows
- 2008 : If You're out There
- 2010 : Shine avec The Roots
- 2011 : Tonight en duo avec Ludacris
- 2013 : Dance the pain away avec Benny Benassi
- 2013 : Made to Love
- 2013 : All of Me
- 2014 : You & I.
- 2014 : Glory avec Common
- 2015 : Like I'm Gonna Lose You avec Meghan Trainor
- 2016 : Love Me Now
- 2017 : Surefire
- .2017 : Beauty and the Beast en duo avec Ariana Grande
- 2018 : Written In The Stars en duo avec Wendy
- 2019 : Preach
- 2020 : Wild avec Gary Clark Jr.
- 2020 : Minefields en duo avec Faouzia
- 2021 : In My Mind en duo avec Alok

### DVD
- 2005 : Live at the House of Blues
- 2008 : Live from Philadelphia

## Filmographie

### Comme acteur
- 2016 : La La Land : Keith
- 2017 : Master of none : lui-même
- 2018 : Jesus Christ Superstar Live in Concert : Jésus-Christ
- 2019 : Between Two Ferns: The Movie : lui-même
- 2020 : This Is Us : lui-même
- 2021 : Un prince à New York 2 : lui-même (scène dans le générique de fin)
- 2021 : Les Mitchell contre les machines (film d'animation) :  Jim Posey (voix)

### Comme auteur-compositeur
- 2014 : Selma - chanson Glory (également co-interprète)

### Comme producteur
- 2016 : La La Land de Damien Chazelle
- 2020 : Jingle Jangle: Un Noël enchanté de David E. Talbert